# Cabezas del Villar
Cabezas del Villar – gmina w Hiszpanii, w prowincji Ávila, w Kastylii i León, o powierzchni 110,07 km². W 2011 roku gmina liczyła 308 mieszkańców.